# August Dehne (politik)
August Dehne (25. října 1830 Vídeň – 13. května 1917 Vídeň) byl rakouský politik, v 2. polovině 19. století poslanec Říšské rady z Horních Rakous.

## Biografie
V letech 1840–1846 navštěvoval Schottengymnasium ve Vídni, pak absolvoval dvouletý kurz filozofie na Vídeňské univerzitě. Během revolučního roku 1848 byl členem studentské Akademické legie. V listopadu 1848 začal studium práv na Univerzitě Štýrský Hradec. V březnu 1849 se podílel na vzpomínkové akci k prvnímu výročí revoluce a byl proto ze školy vyloučen. Následně proto přešel na Lipskou univerzitu, kde se zapojil do činnosti studentského burschenschaftu Marcomannia a podílel se na májovém povstání v Drážďanech. Od jara 1850 studoval Heidelberské univerzitě, kde byl v prosinci 1851 promován na doktora práv. Vrátil se do Vídně, po tři roky působil jako advokátní koncipient u právníka Eduarda Wiedenfelda. V období let 1854–1857 měl pronajatý statek ve Štýrsku. V roce 1858 získal i na Vídeňské univerzitě titul doktora práv. V srpnu toho roku nastoupil k finanční prokuratuře ve Vídni. Už v říjnu 1858 ale přešel na finanční prokuraturu v Linci. V roce 1861 opustil státní službu a vedl pak svůj statek Puchberg u Welsu v Horních Rakousích. V Puchbergu zastával od roku 1864 funkci starosty.
Byl aktivní i v zákonodárných sborech. V roce 1867 byl zvolen na Hornorakouský zemský sněm za kurii venkovských obcí, obvod Wels. Zemský sněm ho následně 23. února 1867 zvolil i do Říšské rady (tehdy ještě volené nepřímo) za kurii venkovských obcí v Horních Rakousech. Do parlamentu se vrátil po doplňovací volbě roku 1878 (poté, co rezignoval poslanec Rudolf Handel), nyní za kurii velkostatkářskou v Horních Rakousích. Slib složil 22. října 1878. Mandát zde obhájil v řádných volbách do Říšské rady roku 1879. Mandát mu ale byl odepřen na schůzi 10. května 1880. Jeho volba byla totiž napadnuta a roku 1880 anulována.
Patřil k německým liberálům (tzv. Ústavní strana). Na Říšské radě se v říjnu 1879 uvádí jako člen mladoněmeckého Klubu sjednocené Pokrokové strany (Club der vereinigten Fortschrittspartei).
Zemským poslancem byl až do roku 1883. V letech 1870–1874 kromě toho byl i členem zemského výboru. Zodpovídal zde mj. za referát správy zemských budov a silnic. Opakovaně byl na sněmu zpravodajem u finančních zákonných předloh. V letech 1867–1869 byl členem ústředního výboru Hornorakouské zemědělské společnosti. V letech 1874–1875 zastával funkci člena zemské školní rady a v letech 1875–1879 zemské komise pro reformu pozemkové daně.
Po odchodu z Říšské rady a zemského sněmu se stáhl z politiky. Žil jako soukromník ve Vídni, kde měl od roku 1874 bydliště. Po delší dobu působil jako správní rada firmy Niederösterreichische Eskomptegesellschaft a až do své smrti byl předsedou správní rady společnosti Neugedeiner Streich- und Kammgarnspinnerei-Aktiengesellschaft.
Byl synem vídeňského cukráře Augusta Dehneho staršího. V roce 1858 se oženil s Angelikou Herzfeld. Měli tři syny a dvě dcery.